# Коллекционирование кактусов
Коллекционирование кактусов включает сбор, систематику, культивирование и изучение растений семейства Кактусовых.

## История
Коллекционирование кактусов появилось во второй половине XVI века. Частные коллекции в России были утрачены в результате Октябрьской революции 1917 года. Однако сохранились крупные коллекции в ботанических садах Петрограда и Москвы. Они и на сегодняшний день являются самыми большими научными коллекциями кактусов в Российской Федерации.
В СССР массовое распространение кактусов как популярных комнатных растений началось с конца 1950-х годов. Возникли клубы любителей кактусов, некоторые из них существуют по сей день.
Любителей и специалистов по выращиванию кактусов называют кактусоводы или кактуситсы

## Типы коллекций
Разнообразие растений семейства кактусовых удивляет — здесь можно встретить супер-суккуленты, живущие в безводных пустынях, и эпифиты, произрастающие во влажных тропических лесах; древовидные канделябро-образные Карнегии и крохотные Фрайлеи, легко помещающиеся на ладони. Такое многообразие жизненных форм, а также очень своеобразная экзотика этих растений, делает их интересным объектом коллекционирования. Помимо общих коллекций, существуют специализированные, владельцы которых собирают кактусы, руководствуясь какими-либо определёнными критериями. Так, некоторые коллекционируют растения одного или нескольких близкородственных родов (например: Нотокактус, Ферокактус). Другие коллекции подбираются по географическому признаку, например чилийские или боливийские кактусы. Встречаются коллекции ещё более специализированные, например те, где подбираются монстрозные или бесхлорофильные формы кактусов, виды способные произрастать летом в средней полосе России в открытом грунте и т. д.

## Культивирование
Так как кактусы являются живыми растениями, то их коллекционирование неразрывно связано с их культивированием. Большинство видов, как суккулентных, так и эпифитных, нуждаются в искусственных условиях, имитирующих существующие на их родине. Создание таких условий — состав, структура и кислотность почв; полив, прикормки, правильный световой режим, условия зимовки, защита от вредителей — главная задача кактусиста. Для её решения, коллекционеру кактусов приходится изучать естественные природные условия на родине каждого вида.
Выращивание кактусов имеет две основных тенденции: тепличное (теплица позволяет создать необходимый каждому растению режим освещения, тепла и влажности) и комнатное. Последнее, являются самым сложным, так как диапазон условий, которые можно создать в квартире, достаточно узкий. Несмотря на это, существуют комнатные коллекции, в которых растут очень капризные и трудные в культивировании виды.
В культивировании кактусов часто применяется прививка одного растения (привой) на другое (подвой). Подвоем, обычно служит выносливое растение; привоем — растение, которое трудно или невозможно вырастить на своих корнях.

## Значение
Сейчас многие виды и роды кактусовых в местах естественного произрастания или полностью уничтожены, или находятся на грани исчезновения. Коллекционирование этих растений позволяет сохранить генофонд редких видов. Среди кактусистов ведется активный обмен растениями и семенами, создаются новые сорта, неизвестные в природе (формы Астрофитума астериас, Эпифиллум и др.). Кроме того, некоторые формы кактусов (например бесхлорофильные) не могут выжить в природе — они существуют только благодаря прививкам.
Велико эстетическое значение коллекционирования кактусов. Кроме того, кактусист, в отличие от коллекционеров неживых объектов, постоянно наблюдает за своей коллекцией, ухаживает за ней, борется за жизнь каждого растения — что делает его не простым собирателем. Экзотический нереальный и компактный вид кактусов привлекает кактусистов к поиску новых видом и расширению коллекции.

## Похожие суккуленты
Коллекционирование других суккулентных растений, не менее интересное занятие. Так как подавляющая часть кактусовых, тоже являются суккулентами, то иногда бывает трудно разделить эти два увлечения, тем более, что практически в каждой коллекции кактусов можно встретить суккулентные растения из других семейств (Аизовые, Толстянковые, Молочайные, некоторые Кутровые и т. д.).